# Куколівська сільська рада
| Куколівська сільська рада — колишній орган місцевого самоврядування у Олександрійському районі Кіровоградської області з адміністративним центром у с. Куколівка. Сільській раді були підпорядковані населені пункти: - с. Куколівка - с. Гулевичі - с. Солов'ївка |

## Склад ради
Рада складалася з 16 депутатів та голови.

### Керівний склад ради
| ПІБ                        | Основні відомості                                                 | Дата обрання | Дата звільнення |
| -------------------------- | ----------------------------------------------------------------- | ------------ | --------------- |
| Краснюк Михайло Степанович | Сільський голова, 1948 року народження, освіта, безпартійний      | 26.03.2006   | 31.10.2010      |
| Горбань Галина Павлівна    | Сільський голова, 1958 року народження, освіта вища, позапартійна | 31.10.2010   | 25.10.2015      |

Примітка: таблиця складена за даними джерела

## Населення
Згідно з переписом УРСР 1989 року чисельність наявного населення сільської ради становила 1097 осіб, з яких 469 чоловіків та 628 жінок.
За переписом населення України 2001 року в сільській раді мешкали 994 особи.

### Мова
Розподіл населення за рідною мовою за даними перепису 2001 року:
| Мова       | Відсоток |
| ---------- | -------- |
| українська | 96,98 %  |
| російська  | 2,41 %   |
| білоруська | 0,20 %   |
| вірменська | 0,10 %   |
| молдовська | 0,10 %   |
| угорська   | 0,10 %   |